# Armançon
De Armançon is een rivier in Bourgogne-Franche-Comté, Frankrijk. Zij ontspringt in Meilly-sur-Rouvres (departement Côte-d'Or) en mondt uit in de Yonne te Migennes (departement Yonne). Zij behoort zo tot het stroomgebied van de Seine.
De belangrijkste zijrivier is de Brenne, andere zijrivieren zijn de Rû de Bierre, de Ruisseau de Bornant, de Brionne, de Cernant, de Ruisseau de Cléon, de Créanton, de Ruisseau de Larrey, de Prée, de Ruisseau de Thorey.
Vanaf de monding van de Brenne nabij Montbard tot de samenvloeiing met de Yonne in Migennes loopt parallel aan de rivier het Canal de Bourgogne.